# Пинский завод кормовых витаминов
Пинский завод кормовых витаминов (бел. Пінскі завод кармавых вітамінаў) – бывшее промышленное предприятие микробиологического профиля, располагавшее в городе Пинск Брестской области Беларуси. В процессе развития предприятие неоднократно переименовывалось (Пинский завод биомицина кормового витаминизированного, Пинский биохимический завод, ОАО «Энзим»). Основано в 1960 году, ликвидировано в 2013 году.

## История
Завод строился в 1960–1963 годах. Первоначальное название – Пинский завод биомицина кормового витаминизированного. В 1966 году преобразован в Пинский биохимический завод. В 1967 году передан в подчинение Управления промышленности бактериальных препаратов при Главном управлении микробиологической промышленности при Совете Министров СССР, в 1977 году – Всесоюзного промышленного объединения по производству бактериальных препаратов (Союзбакпрепарат) Главного управления микробиологической промышленности при Совете Министров СССР. В 1986 году завод был передан в подчинение Белорусского научно-производственного биотехнологического объединения (Белбиотехнология) Министерства медицинской и микробиологической промышленности СССР, в 1988 году – Белорусского государственного производственного объединения медико-биологической продукции (Белмедбиопром), вскоре переименованного в Белорусское научно-производственное объединение медико-биологической продукции.
В 1990 году завод переименован в Пинский завод по производству кормовых витаминов, в 1992 году – в Пинский завод кормовых витаминов. В СССР завод производил в том числе рибофлавин, но после его распада прекратил производство. В 1994 году завод был переориентирован на выпуск ферментных препаратов. С 1996 года – в составе концерна «Белбиофарм». Организационно-правовая форма с 1996 года – государственное республиканское предприятие. В 2001 году преобразован в республиканское унитарное предприятие «Энзим», в 2010 году – в открытое акционерное общество «Энзим». В 2011 году передан в состав концерна «Белгоспищепром».
В начале 2010-х годов предприятие выпускало ферментные препараты для спиртовой промышленности, глюкаваморин Гх, глюкаваморин Г20х, амилоглюкаваморин Гх, глюканол ГКс-60 I, IV, V групп, лигнорин.
К 2012 году на заводе осталось 25 работников. В 2013 году завод ликвидирован.